# Elia Millosevich
Elia Filippo Francesco Giuseppe Maria Millosevich (tudi Ilija Milošević), italijanski astronom, * 5. september 1848, Benetke, Italija, † 5. december 1919, Rim, Italija.

## Življenje in delo
Študiral je v Padovi. Bil je profesor astronomije na Navtičnem inštitutu v Benetkah (Reale Istituto di Marina Mercantile a Venezia). Pozneje je bil predstojnik Observatorija Rimskega kolegija (Osservatorio del Collegio Romano) v Rimu. Milosevich se je posvetil opazovanju asteroidov in kometov. Veliko se je ukvarjal z izračunavanjem tirnic asteroidov in kometov. Posebno se je posvetil asteroidu 433 Eros. Za izračunavanje tirnice Erosa je dobil nagrado za astronomijo (Premio per l’Astronomia), ki jo je podelila Accademia dei Lincei. Francoska Akademija znanosti mu je podelila tudi nagrado Pontecoulat Prize. Objavil je preko 450 večjih in manjših del ter veliko število člankov o opazovanjih planetov in kometov. Skupaj z Vincenzom Cerullijem je pripravljal zvezdni katalog. Odkril je dva asteroida.

## Priznanja
Poimenovanja
Njemu v čast so poimenovali asteroid 69961 Millosevich, ki sta ga odkrila italijanska astronoma Piero Sicoli in Francesco Manca v letu 1998.